# 2667 Oikawa
2667 Oikawa este un asteroid din centura principală, descoperit pe 30 octombrie 1967 de Luboš Kohoutek.